# Ki/oon Music
Ki/oon Music (キューンミュージック, Kyūn Myūjikku, anteriormente Ki/oon Records) é uma gravadora japonesa, subsidiária da Sony Music Entertainment Japan, fundada em abril de 1992. A empresa alterou seu nome de Ki/oon Records para Ki/oon Music em 1 de abril de 2012.
Em dezembro de 2010, a gravadora lançou seu próprio Vocaloid, Utatane Piko.

## Artistas
Artistas que foram ou são inscritos na gravadora incluem L'Arc~en~Ciel, Asian Kung-Fu Generation, Chatmonchy, Nico Touches the Walls, Unicorn, SID, Home Made Kazoku, Kana-Boon, Guitar Wolf, Acid Android, Polysics, Chara, Denki Groove, Pushim, Rhymester, Gospellers, Ladies Room e Sangatsu no Phantasia.